# 氟塔崩
氟塔崩 是一种剧毒的有机磷酸酯 神经毒剂 ，属于 G类。 它是塔崩的衍生物，由其中的氰基 被氟原子取代而成。